# 阪神5700系電車
阪神5700系電車（はんしん5700けいでんしゃ）は、阪神電気鉄道（阪神）が2015年（平成27年）に導入した各駅停車用の通勤形電車。「ジェット・シルバー5700」の愛称がある。
本記事では、編成表記を大阪梅田方先頭車の車両番号で代表する（例：5701F）。

## 概要
旧型ジェットカー（5001形、5131形・5331形）と一部の5500系（武庫川線へ転用、間接的に7861形、7890形）の置き換えを目的として登場した。2015年（平成27年）8月24日に営業運転を開始した。
普通系車両として5500系以来20年ぶりのフルモデルチェンジが行われた。形式としては2010年（平成22年）に5550系が登場しており、5700系はジェットカーとしては13形式目にあたる。
車体は急行系の1000系を基本とし、電装品はグループである阪急電鉄の1000系・1300系で採用された要素も取り入れ、「人と地球へのやさしさ」を追求し、サービス向上と新技術などの導入で環境負担の低減が図られている。その一例として、車両に搭載されている全ての照明器具にはLEDが使用されている。
4両固定編成で、貫通扉を備えているが併結運転は行わない。本形式ではMc車を0.5M0.5T構成としたことで、5550系と同様に3M1T相当の電動車比率かつ全電動車編成となった。これにより回生電力の向上と乗り心地の改善が図られている。
2016年（平成28年）には鉄道友の会よりブルーリボン賞（第59回）を阪神の車両として初受賞した。

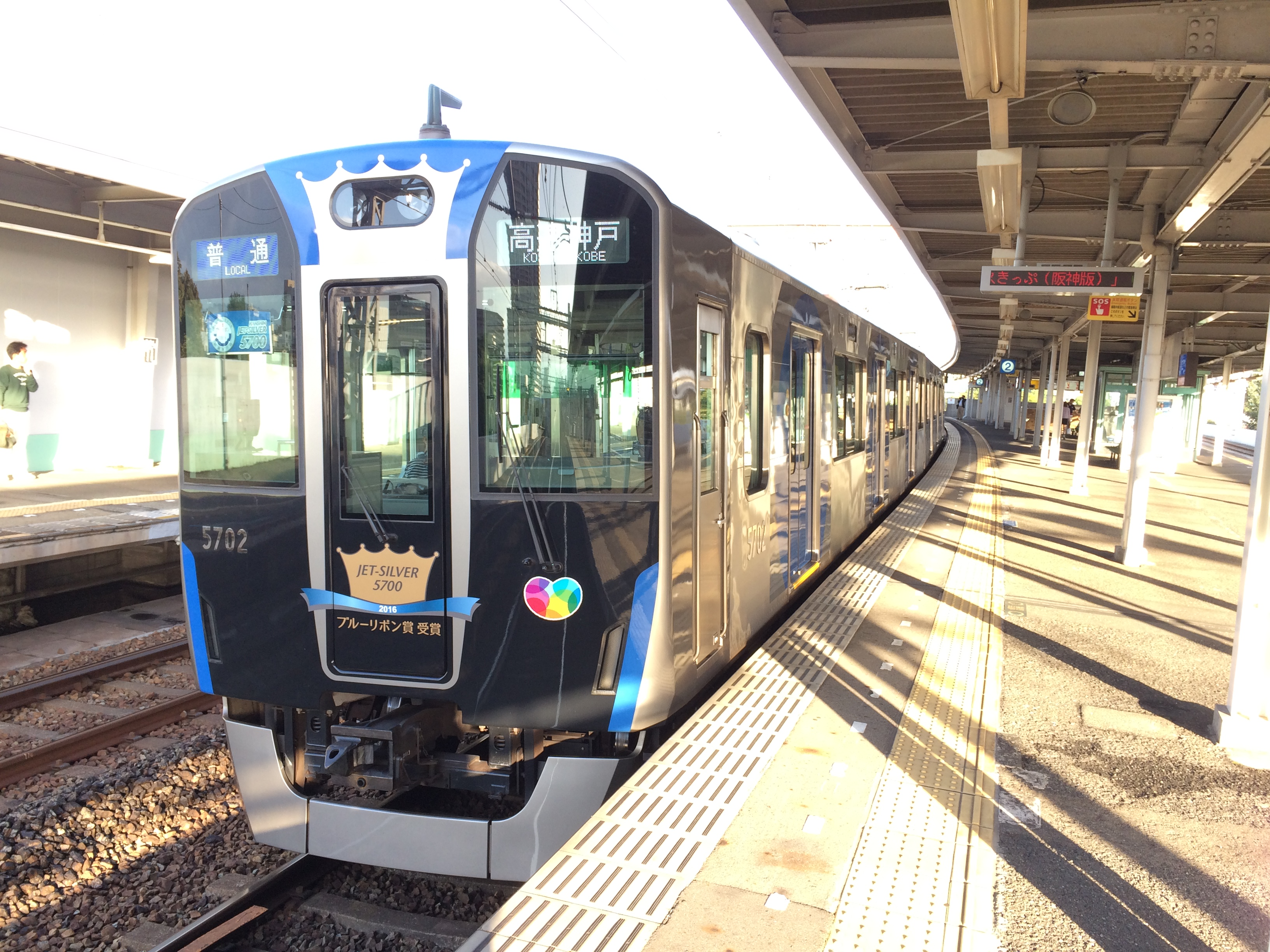
5700系ブルーリボン賞受賞記念ラッピング列車 （2016年10月9日 大物駅）
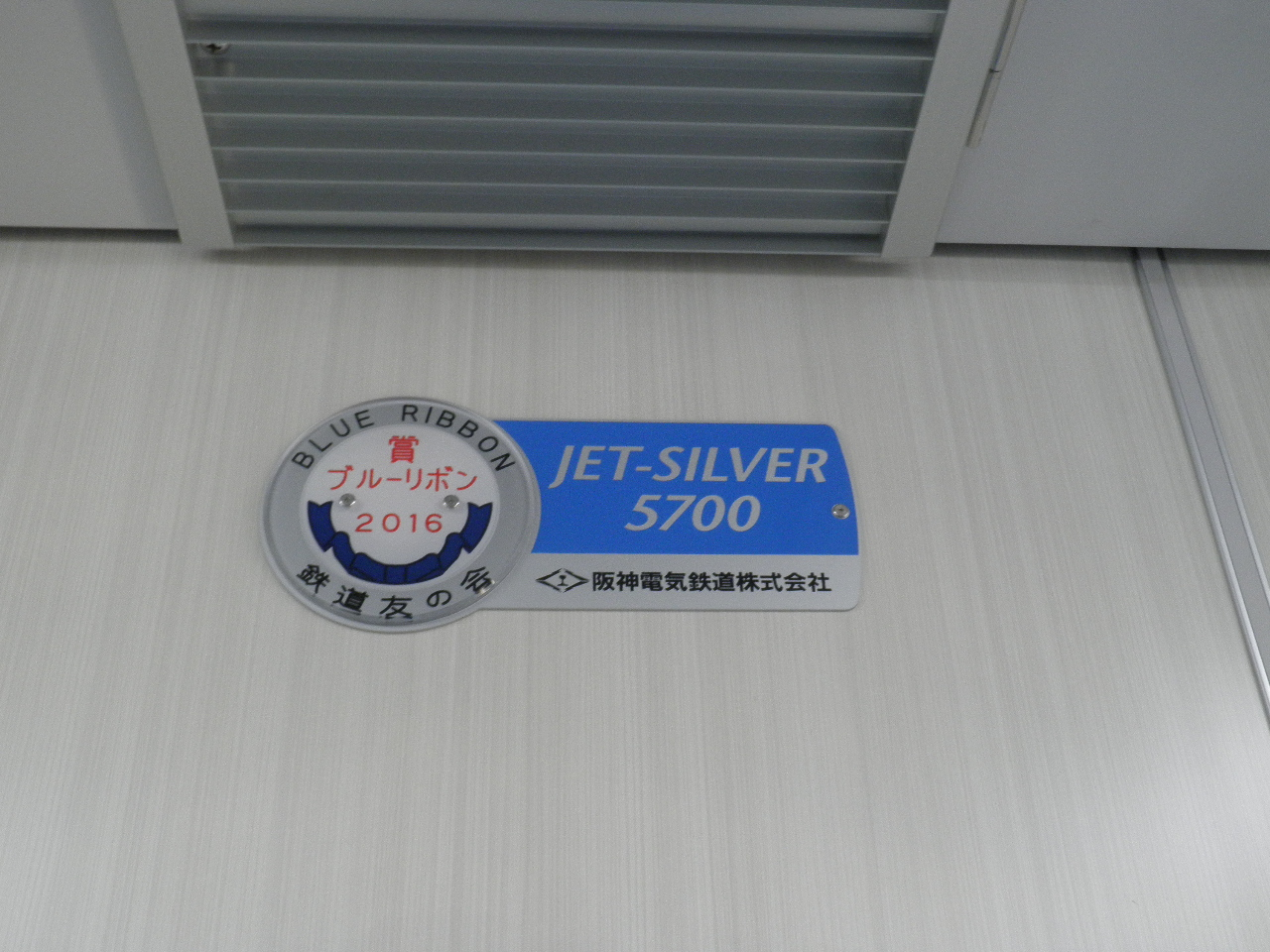
運転台仕切に設置されたブルーリボン賞エンブレム

## 車両概説

### 車体
レーザー溶接で組み立てられたステンレス無塗装構造で、構造・工法とも1000系と共通となっている。試作車として製造された5201形（5201・5202） 以来、ジェットカーとしては約半世紀ぶりにステンレス車体を採用した。損傷時の修復を容易化するため、運転台部分は普通鋼製で塗装仕上げとなっている。
前照灯周りは1000系と共通しているが、新色のカインドブルーを配している。尾灯は車体下部に縦に設置されている。前面ガラスは熱線吸収強化合わせガラスが採用され、飛散防止中間膜の他新たに赤外線カット膜が追加されている。側面窓は従来車より6 mm厚い熱線吸収強化ガラスを採用し、巻き上げ式のフリーストップカーテンを設置する。
側面は、ドア周りに「一期一駅」のおもてなしの心と青い地球をシンボリックにイメージした青い大円のグラフィックを配している。これはドアの位置を容易に把握しやすくさせるとともに普通用車両の「やさしさ」を表現している。側面の行先表示器は関西の鉄道車両では初めて次駅表示に対応している。

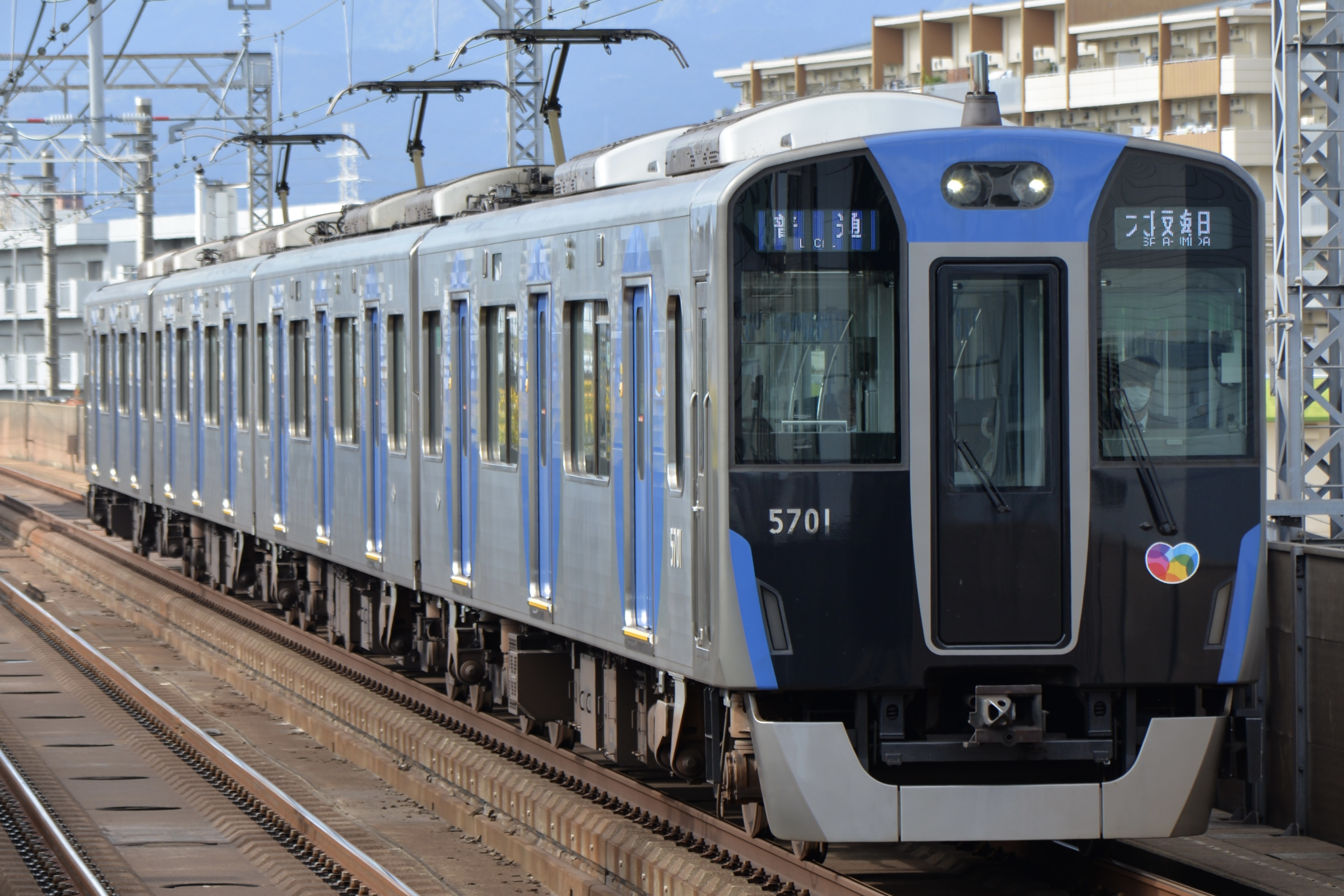
5701Fのみ前照灯が異なる

### 内装
インテリアデザインは、吊り革、座席、床など、摂津灘をイメージした水模様が施されている。これは、車内でも一目で普通列車だと判るようにもなっている。
全車両に優先席と車椅子・ベビーカースペースを設けており、これらのスペースを明確にするために優先席の表地や吊革は緑色となっている。また、車椅子利用者に配慮して横手摺りと非常通話装置が設置されている。座席は片持ち式のオールロングシートで、出入口付近のスペースを拡大するために座席数はこれまでの8席から7席に減少している。衝突時の二次衝突の軽減効果を狙いそれぞれ2・3・2席単位で仕切られている。出入口側には大型の袖仕切を設置している。この仕切りは出入口側に向けて出っ張り、座席側が窪んでいる構造であり、立客の腰当てとなるほか着席する乗客の肘当てにもなる。第1編成の梅田方先頭車（5701号車）には短時間の乗車に対応して乗降しやすいように座面を30 mm高めた「ちょい乗りシート」が試験的に設置されていた。これは第2編成（5703F）以降、本格採用され、第1編成でも4両全車に設置する改造を施した。
各袖仕切りには立客の姿勢保持のためにスタンションポールが併設されている。急停車時や事故などに備えて枕木方向に吊り手が、座席間には握り棒が増設された。背の低い乗客に配慮し、これまでより低い吊り手も設置している。乗降扉は2001年（平成13年）以降の製造車両と同様に幅は1,300 mm、高さ1,850 mmとし、ガラスにはUVカットの複層ガラスが採用されている。戸袋への吸い込み対策として、ブロック状のCR皮膜付きのスポンジゴムが取り付けられている。また、扉の車内側には車内乗車位置表示板が貼られている。扉上部には阪急1000系と同じ東芝製のハーフサイズ32インチLCD式車内案内表示装置が各車両3箇所千鳥設置されている。日本語・英語・中国語・韓国語の4か国語で表示し、全画面で駅名を表示するほか、静止画・動画コンテンツと運行情報を分割しての2画面表示も行う。なお、静止画では停車駅に近づいた際、その駅にちなんだスポットの画像が表示される。
この他、ドアチャイム、扉開閉予告灯と誘導鈴が設けられている。安全性と視認性の向上のために車外のステップと車内の水切り部に黄色の識別帯を引いている。また、車椅子の乗降をスムーズにするために、車椅子スペース付近のドアはタイヤの通行部分に合わせて下レールの一部が切り欠いている。
空調装置は24.4 kWのセミ集中式クーラーを1両につき2台搭載し、低騒音型のラインフローファンを併用し体感温度を下げることで冷房効果を向上させている。暖房装置は各座席下に吊り下げられている。空調の制御にはマイコン制御方式を採用し、外の天候や車両の状態を加味し、さらに体感温度を考慮してきめ細かく制御される。
長時間停車する駅での車内保温対策として、関西の大手私鉄では初めて各扉に半自動ドアボタンを設置している。ただし、コロナ禍となって以降は感染症対策やホームドアの設置を進めていることもあり使用されていない。

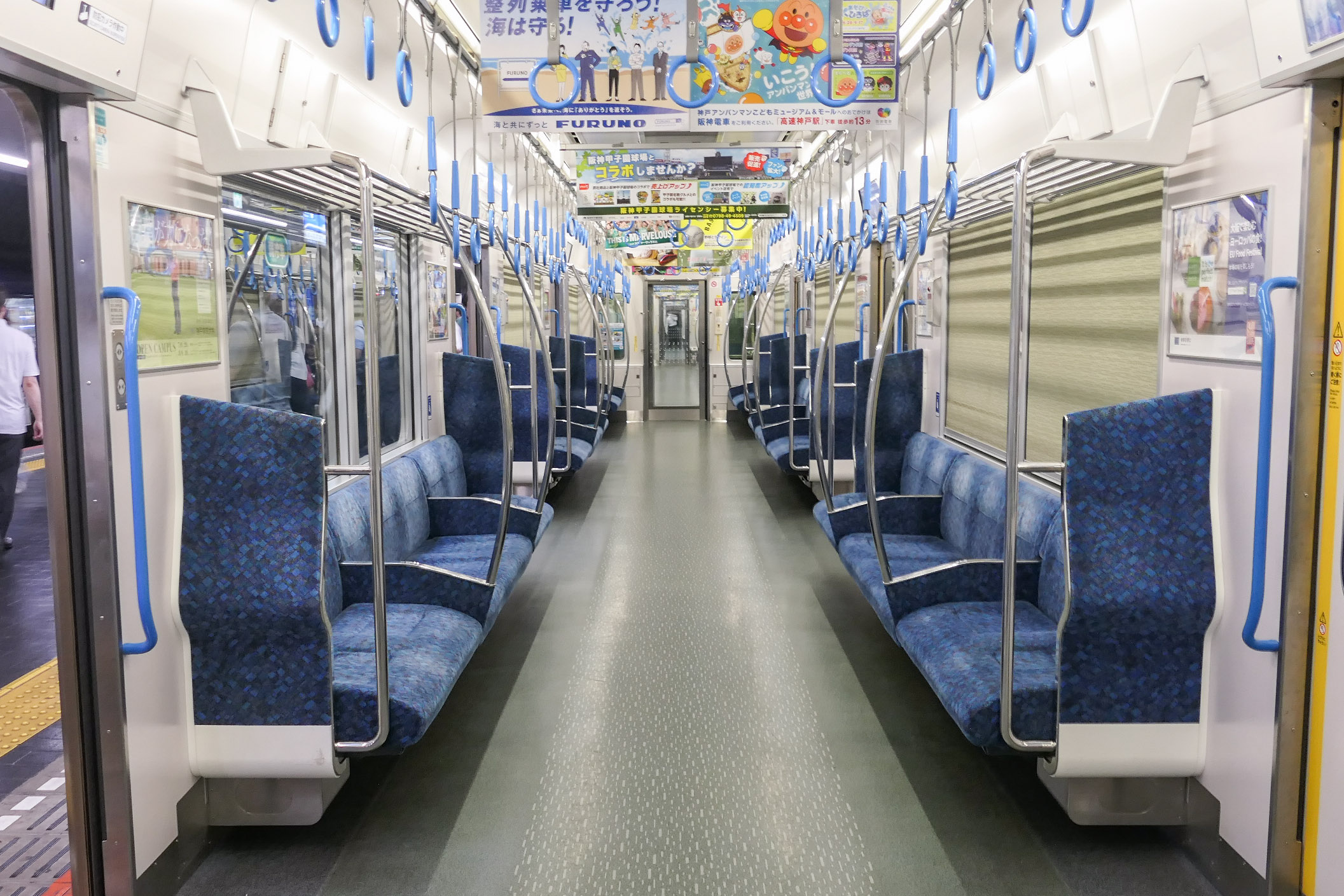
車内
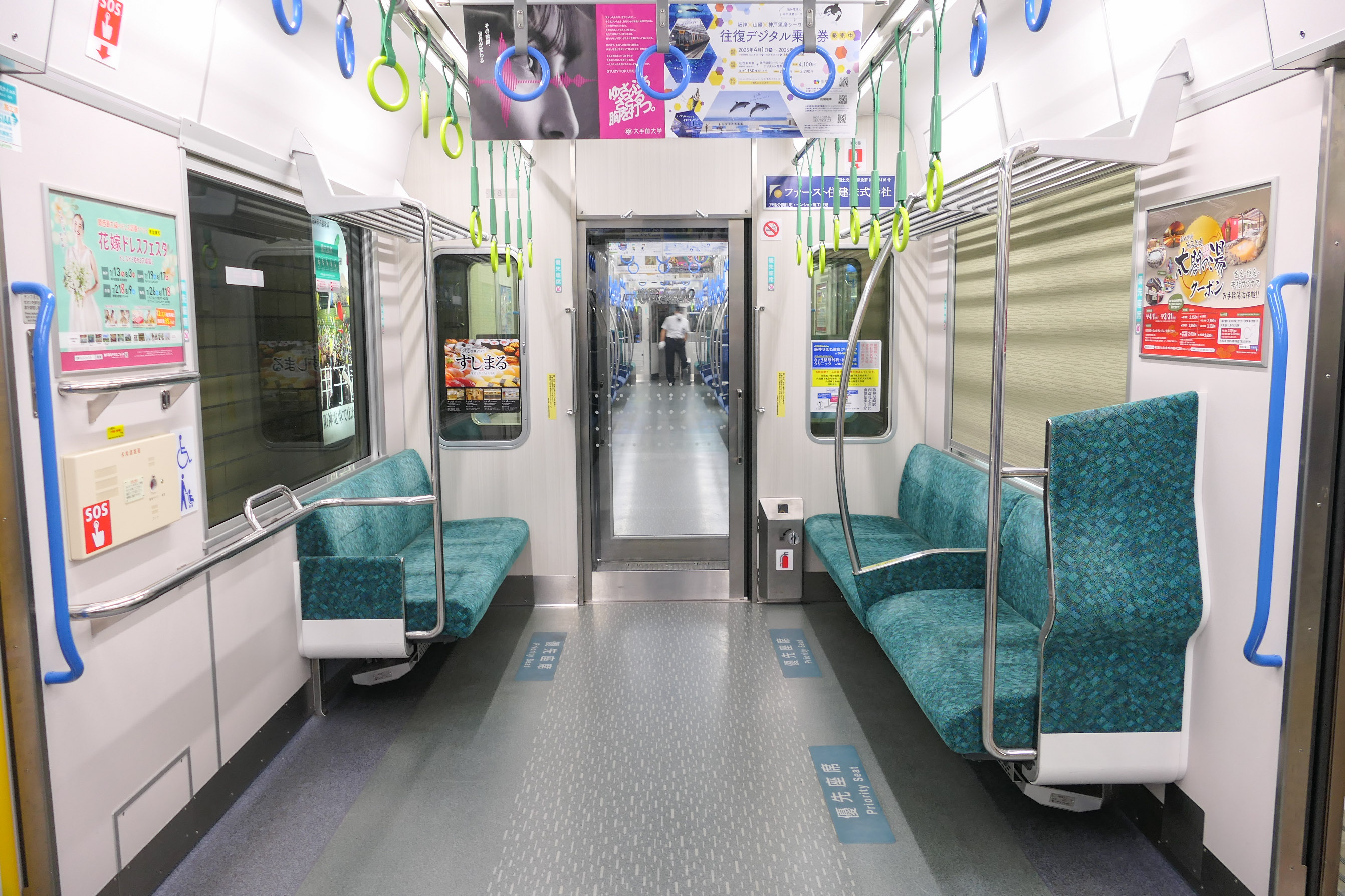
優先席・車椅子スペース
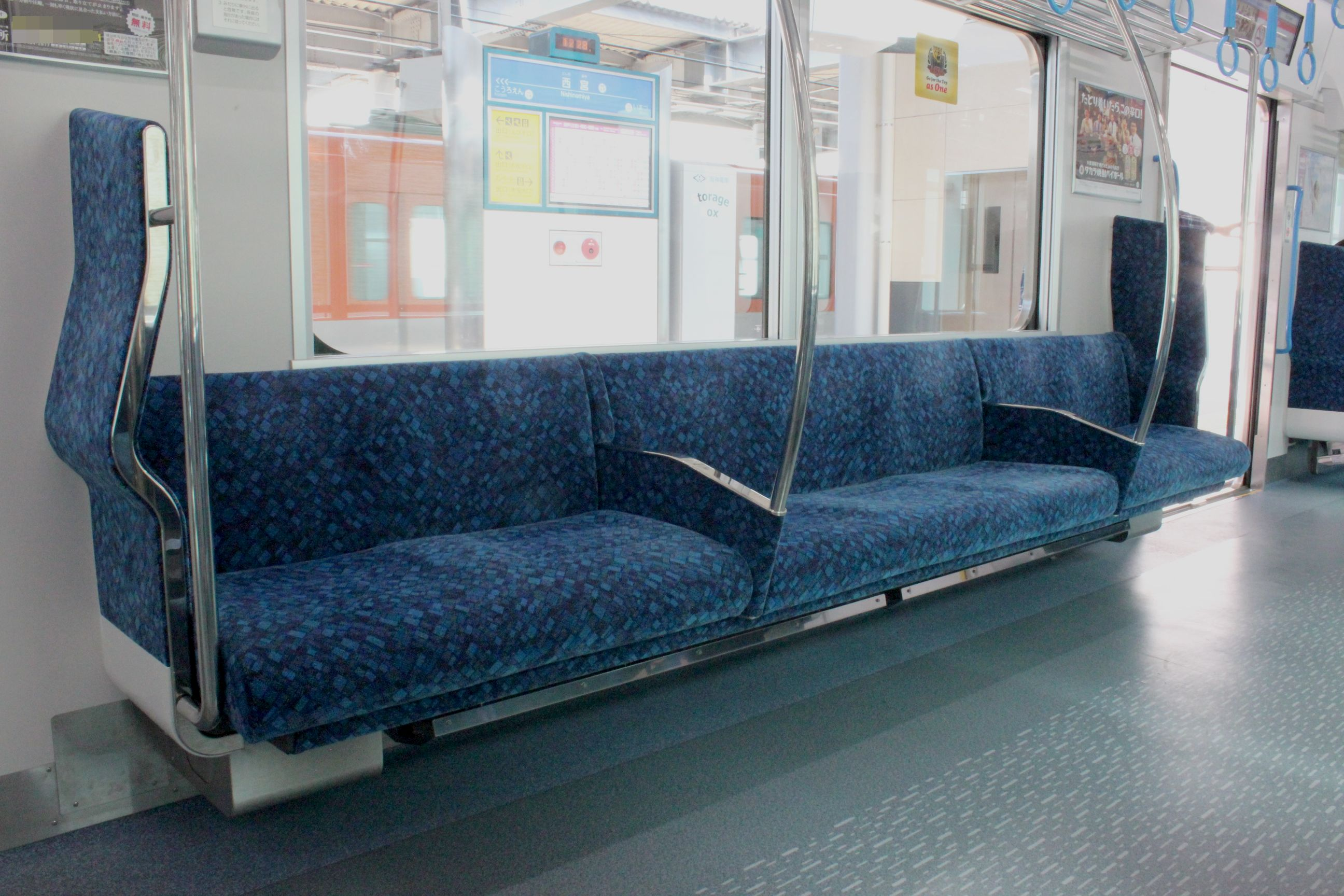
座席（2人掛け座席はちょい乗りシート）
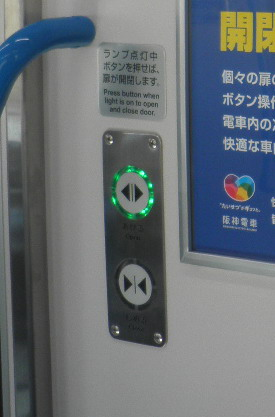
半自動ドア開閉ボタン
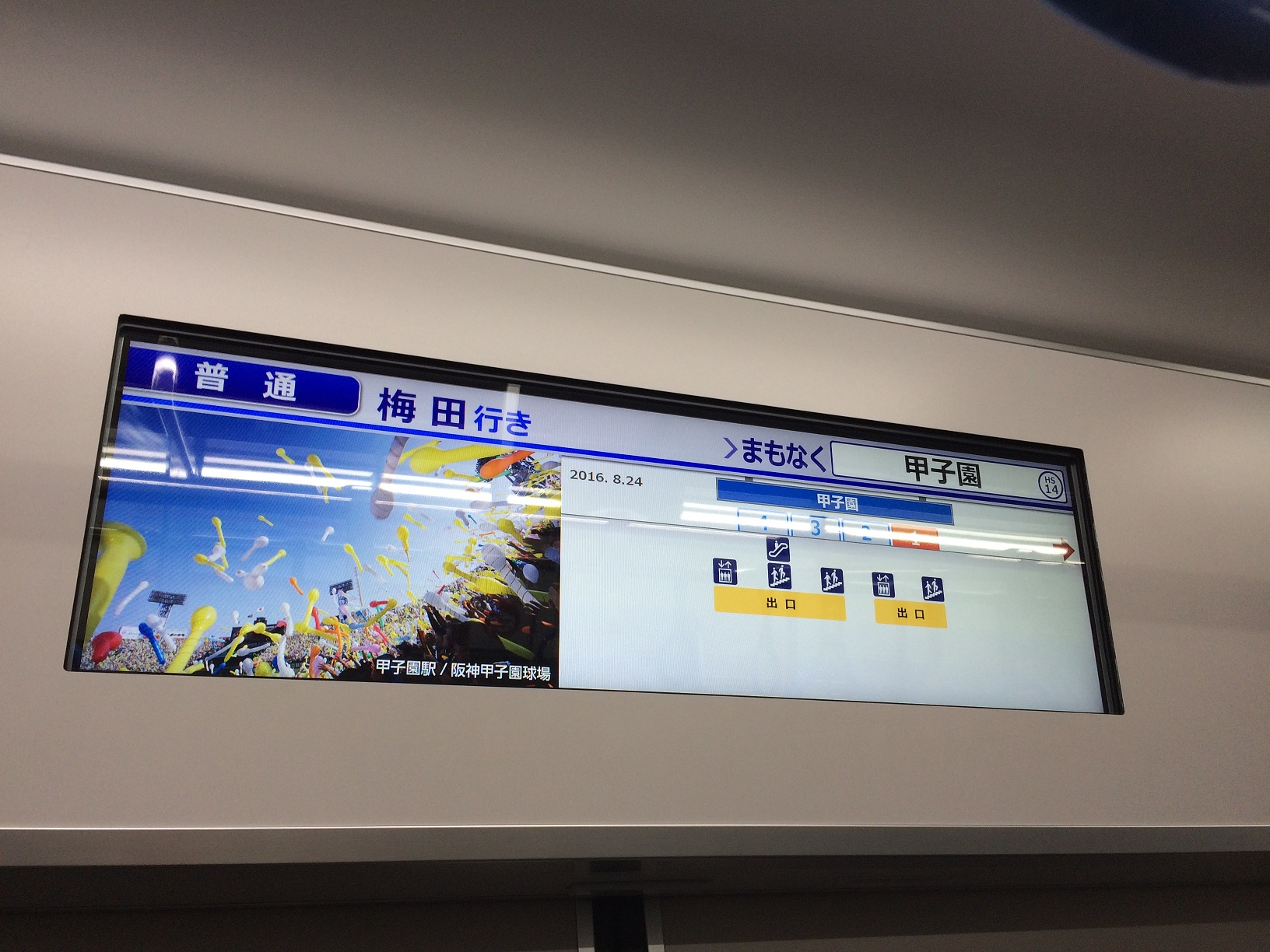
車内LCD。停車駅に近づいた際、その駅にちなんだスポットの画像が表示される（写真は甲子園駅）。
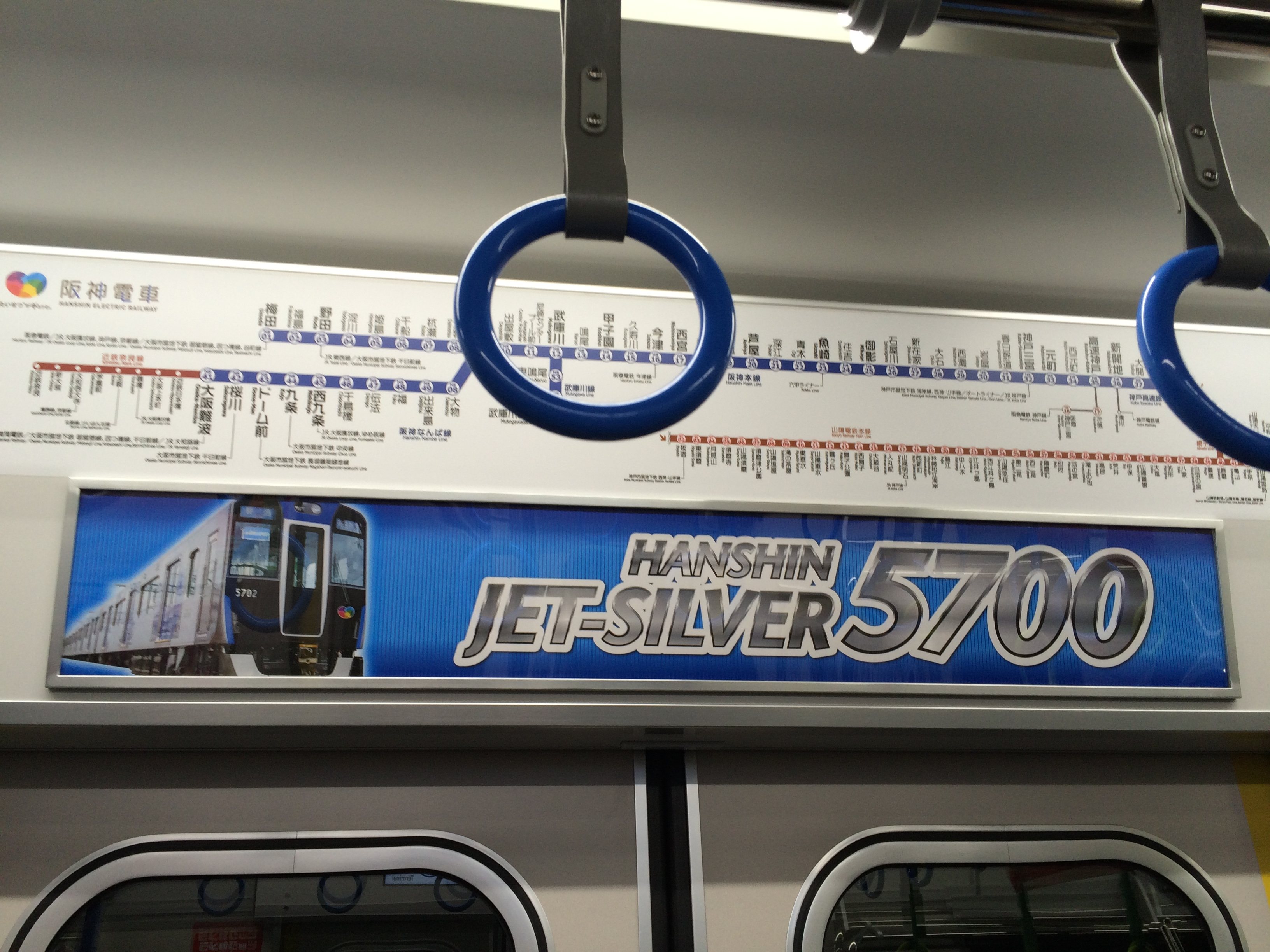
扉上の路線図の下にある5700系のポスター
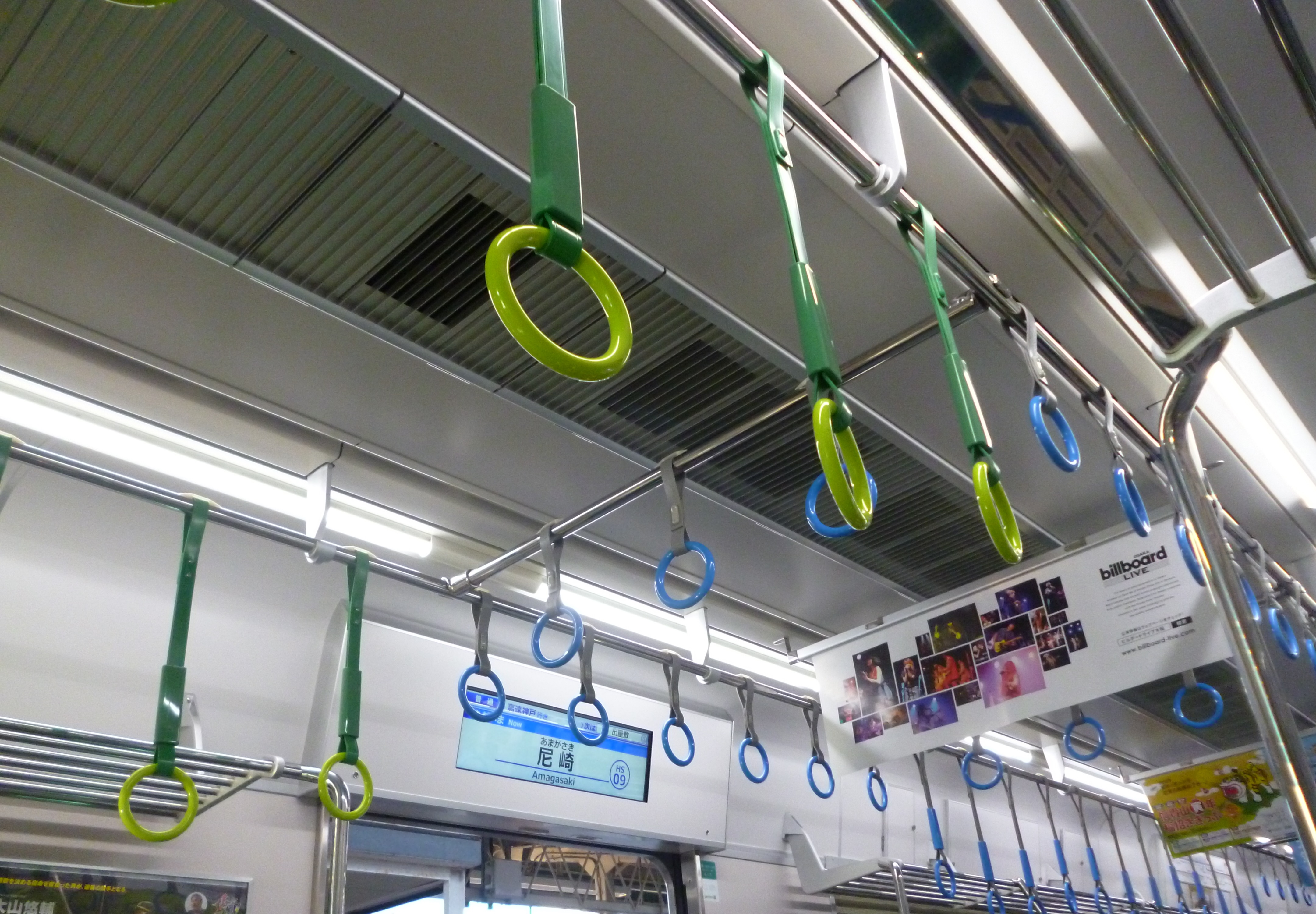
優先座席付近の緑色のつり革

#### 乗務員室
運転台は、5550系と同様にモニター（5550系よりはサイズが拡大されている）と縦横軸併用マスコンを採用している。増えつつある女性乗務員の操作性を考慮して一部のスイッチとブレーカーの位置が低くなり、手掛けや踏み台も設置された。放送装置はAVC付増幅方式の装置を搭載し、放送回路の切り替えモードに加えて車内外同時に放送可能とする機能と乗降促進放送機能が追加された。半自動ドア使用時や急ブレーキ使用時に自動放送が流れる。

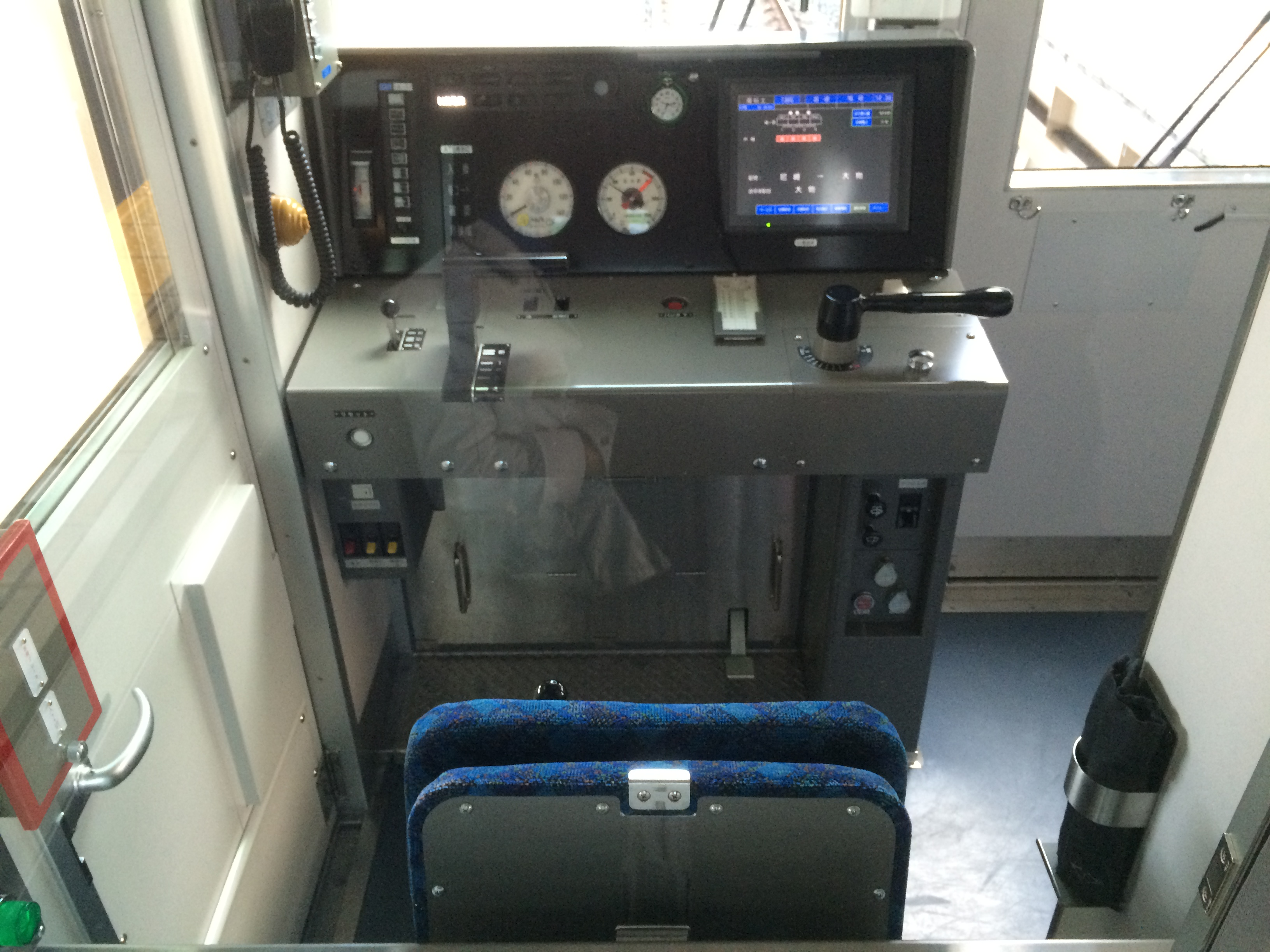
運転台

### 機器類
台車は新日鐵住金（現在は日本製鉄）製のモノリンク式ボルスタ付台車のFS-581M（電動台車）・FS-581T（付随台車）を装着する。1000系や1995年（平成7年）登場の5500系ではモノリンク式ボルスタレス台車を装着していたが、本形式ではボルスタ付台車に戻っている。これは普通列車が待避線への入線が多いことと、ランニングコストを考慮しての判断によるものである。
4両編成の神戸方先頭車が付随車となっていた5550系では、運転士より神戸方面行き列車を運転する際に後ろから押される違和感を覚えるとの意見もあった。5700系では同一のMT比ながら両先頭車の運転台側の台車が付随台車とされており、神戸方面行きと大阪方面行きの両方向の列車で同じ運転感覚となるよう改良がなされている。
騒音低減を目的として、主電動機には定格出力190 kWの東芝製全閉自冷式永久磁石同期電動機（PMSM）を採用している。制御装置はIGBT素子を用いた2レベル方式のVVVFインバータ制御装置である。これにより抵抗制御車の5001形に比べて約50 %ほど消費電力を削減している。補助電源装置はスイッチング素子にハイブリッドSiCインバータを用いた高効率の装置を両先頭車に搭載している。出力が異なる装置を各車2台搭載し、1台停止してもサービス維持のために必要な電力を供給できるようM1車に受給電装置を設置している。駆動装置は低騒音化を図った歯車と、風切音を低減した新形式のTD継手を採用している。
ブレーキ装置は、MBSA形回生ブレーキ併用電気指令式空気ブレーキを採用している。常用ブレーキと非常ブレーキの他、直通予備ブレーキを搭載する。Mc-M車の2両を制御するブレーキ受信装置がM車に搭載されている。常用ブレーキ時は1両単位でブレーキシリンダーの圧力を調整し、回生ブレーキ作動時はM台車のみでブレーキ力を負担するが、それだけで不足する場合は全台車均等に補足空気ブレーキが掛かるようになっている。

## 形式

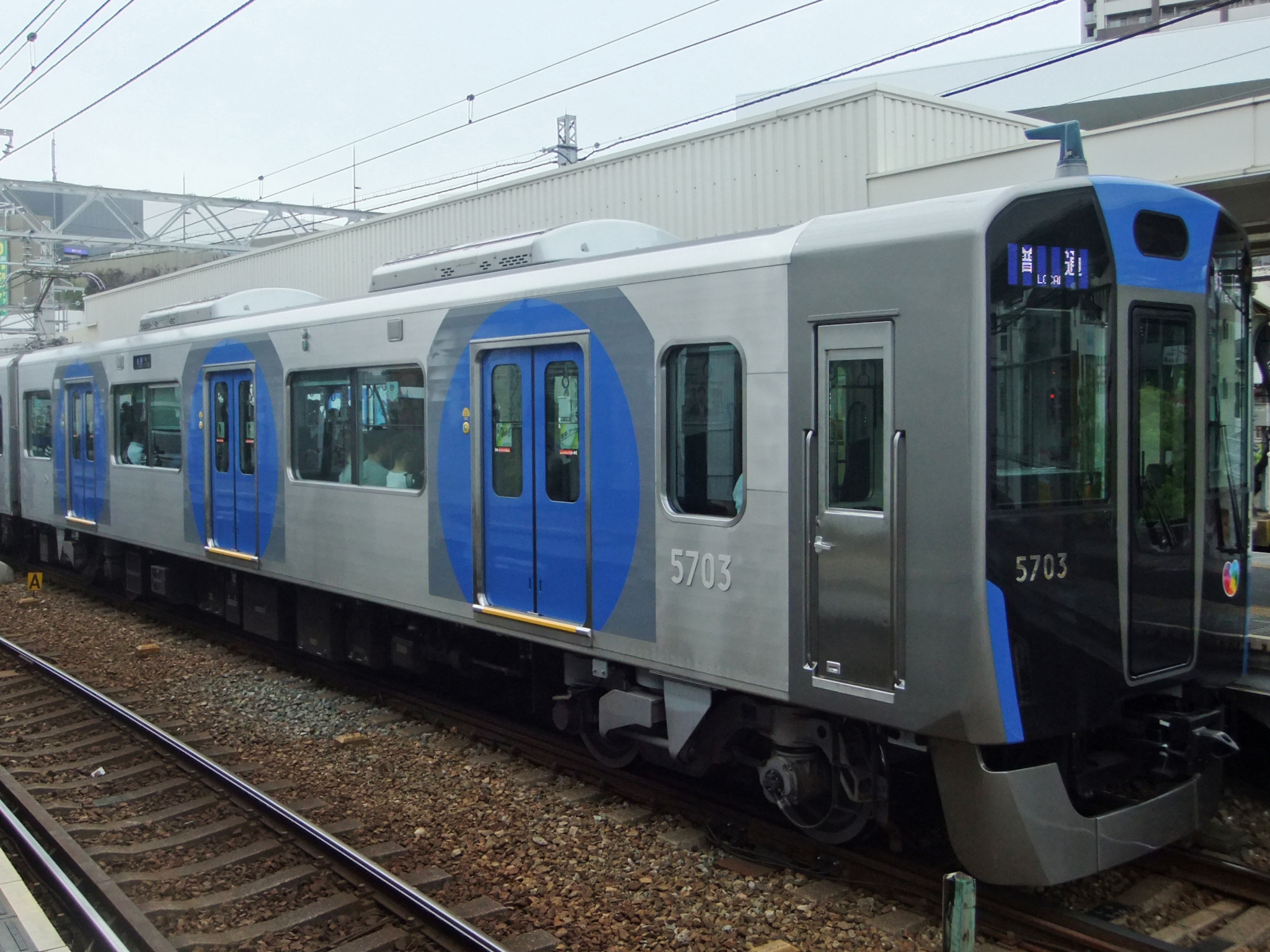
5703
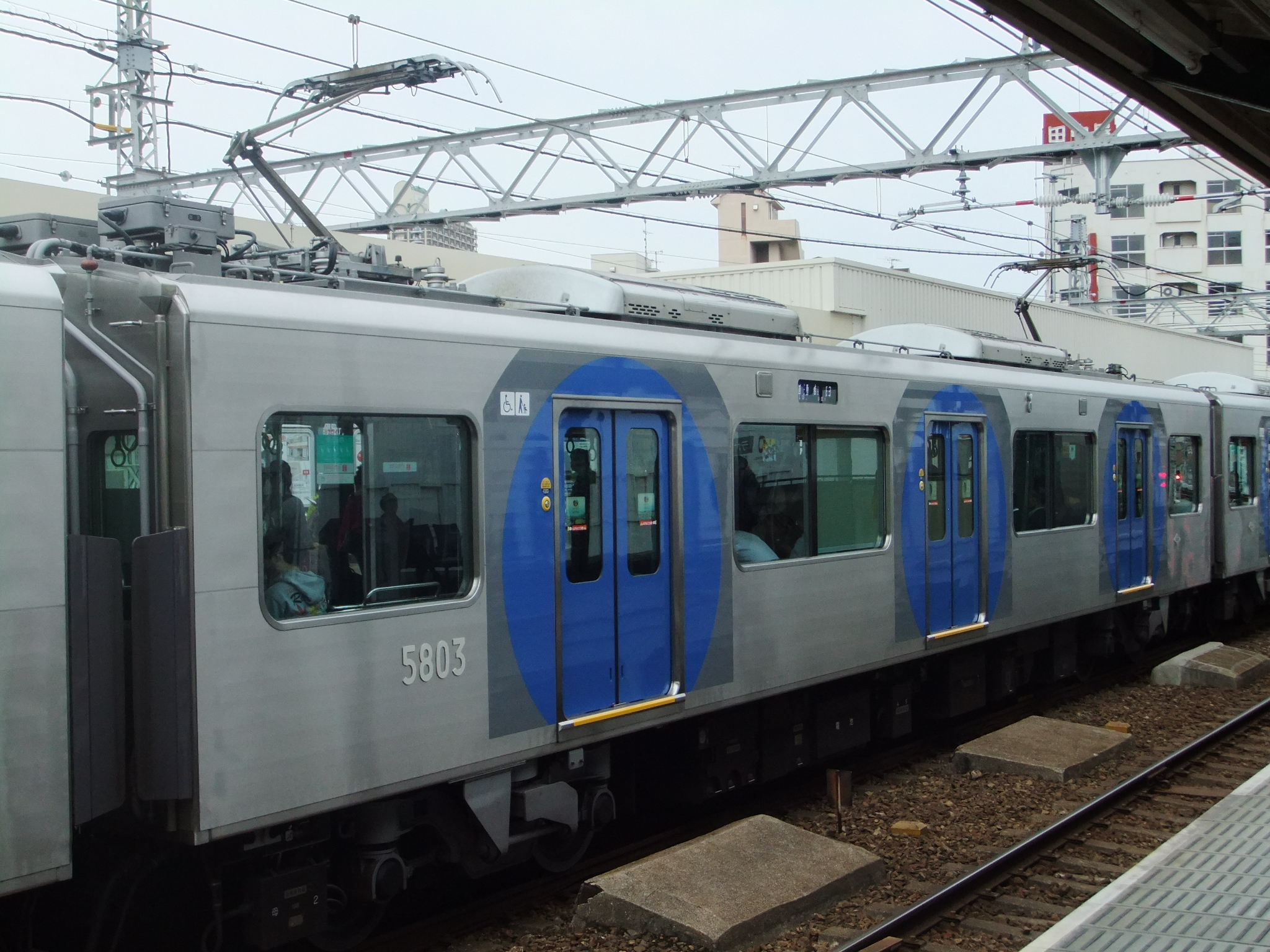
5803
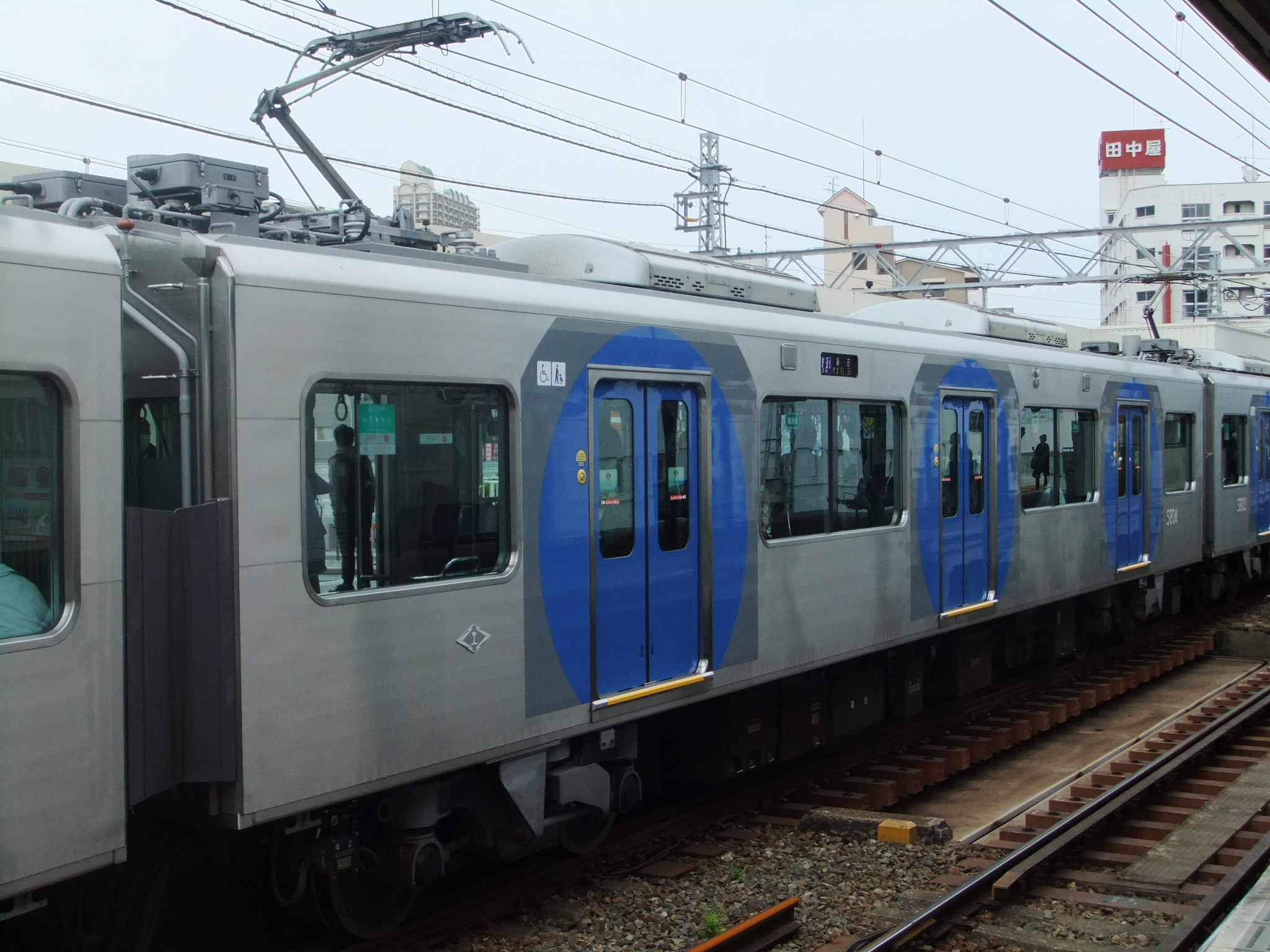
5804
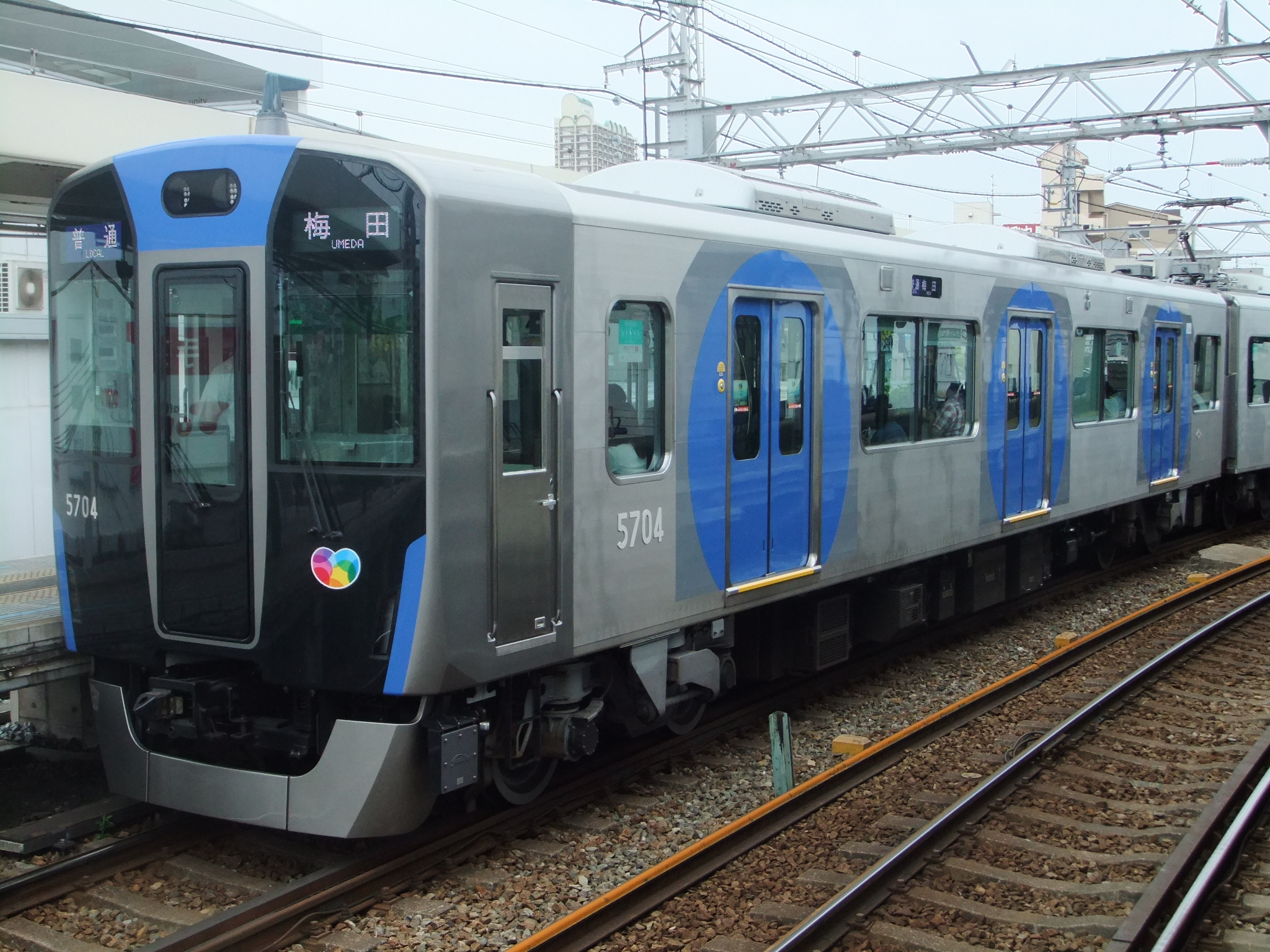
5704

列車はMc-M車の各2両のユニットで構成されている。車番は5500系同様、梅田方には奇数の連番、元町方には偶数の連番が付与される。
凡例
- SIV：補助電源装置
- VVVF：制御装置
- CP：空気圧縮機
- BT：蓄電池
- ＞：集電装置（シングルアーム）

| ← 大阪梅田新開地 → | ← 大阪梅田新開地 → | ← 大阪梅田新開地 → | ← 大阪梅田新開地 → | ← 大阪梅田新開地 → |
| ------------------ | ------------------ | ------------------ | ------------------ | ------------------ |
| 形式               | 5701 （Mc1）       | ＞ 5801 （M1）     | ＞ 5801 （M2）     | 5701 （Mc2）       |
| 自重 （t）         | 34.0               | 37.0               | 37.0               | 34.0               |
| 定員 （座席）      | 124 (41)           | 133 (45)           | 133 (46)           | 124 (41)           |
| 搭載機器           | SIV CP             | VVVF BT            | VVVF BT            | SIV CP             |

- 5703
- 5803
- 5804
- 5704

## 運用
2015年（平成27年）に5701編成が落成し、同年8月より営業運転を開始した。運転開始当初は1日4往復の固定運用で、運転時刻もウェブサイトや乗降扉を手動扱いとする駅のホームに掲示されていた。同年12月1日以降は日ごとに異なる運用となったが、2016年（平成28年）10月はブルーリボン賞受賞により土休日ダイヤに限り固定運用で営業運転を実施した。
以降も増備が続いており、2019年（令和元年）12月には5711編成が、2020年（令和2年）2月には5713編成が、それぞれ運行を開始した。この2編成に限っては、5500系の武庫川線転用に伴う不足分として投入されている。2021年（令和3年）度以降は、引き続き、阪神最後の青胴車となる5001形の置き換えを目的とした増備が行われ、2025年（令和7年）4月1日現在、14編成56両が在籍している。

## その他
- 『ザ!鉄腕!DASH!!』（日本テレビ系）の20周年記念企画として、初期に行われていた『電車リレー対決』の復刻版「TOKIOvs阪神電車 リレー対決」が2015年（平成27年）11月8日に放送され、打出駅にて本系式とTOKIOの5人が50メートル×5人のリレー方式で250 m競走を行った[36][37]。5500系を用いて行われた1998年（平成10年）以来、17年ぶりの対決となった[36]。
- 尼崎競艇場においては、同車両の登場以降「阪神電車 ジェットシルバー5700杯」という冠レースが組まれている[38]。

## 編成表
2025年（令和7年）4月1日現在
| ← 大阪梅田新開地 → | ← 大阪梅田新開地 → | ← 大阪梅田新開地 → | ← 大阪梅田新開地 → | ← 大阪梅田新開地 → | ← 大阪梅田新開地 → | ← 大阪梅田新開地 →           |
| ------------------ | ------------------ | ------------------ | ------------------ | ------------------ | ------------------ | ---------------------------- |
| 形式               | 5701 （Mc1）       | 5801 （M1）        | 5801 （M2）        | 5701 （Mc2）       | 竣工               | 備考                         |
| 車両番号           | 5701               | 5801               | 5802               | 5702               | 2015/06/25         | 前照灯はコイト電工のPES式LED |
| 車両番号           | 5703               | 5803               | 5804               | 5704               | 2017/03/21         |                              |
| 車両番号           | 5705               | 5805               | 5806               | 5706               | 2017/06/15         |                              |
| 車両番号           | 5707               | 5807               | 5808               | 5708               | 2017/07/11         |                              |
| 車両番号           | 5709               | 5809               | 5810               | 5710               | 2019/03/22         |                              |
| 車両番号           | 5711               | 5811               | 5812               | 5712               | 2019/12/19         |                              |
| 車両番号           | 5713               | 5813               | 5814               | 5714               | 2020/02/03         |                              |
| 車両番号           | 5715               | 5815               | 5816               | 5716               | 2021/04/15         |                              |
| 車両番号           | 5717               | 5817               | 5818               | 5718               | 2021/06/07         |                              |
| 車両番号           | 5719               | 5819               | 5820               | 5720               | 2022/04/08         |                              |
| 車両番号           | 5721               | 5821               | 5822               | 5722               | 2022/05/13         |                              |
| 車両番号           | 5723               | 5823               | 5824               | 5724               | 2023/11/16         |                              |
| 車両番号           | 5725               | 5825               | 5826               | 5726               | 2023/12/21         |                              |
| 車両番号           | 5727               | 5827               | 5828               | 5728               | 2024/08/26         |                              |